# Mitsubishi Ki-21
Бомбардировщик ТБ-97 Сухопутных войск Императорской Японии 陸軍九七式重爆撃機/三菱キ21 (яп.  Рикугун Кю:-нана-сики дзю:бакугэкики/Мицубиси ки-ни-ити) — цельнометаллический двухмоторный бомбардировщик Сухопутных войск Императорской Японии Второй мировой войны. Условное обозначение ВВС союзников — «Салли» («Sally»).

## История
При подготовке к войне, и учитывая военно-политическую ситуацию на Дальнем Востоке, Генеральный штаб Сухопутных войск считал Советский Союз одним из главных противников Императорской Японии. В возможность затяжной войны с Китаем японцы не верили, но при захвате обширных китайских территорий увеличивалась удаленность важнейших военных и промышленных объектов СССР от японских баз в Маньчжурии. Разработанные до начала военных действий основные типы бомбардировщиков авиации Сухопутных войск не были способны наносить удары по расположенным в глубине территории противника стратегическим целям. В соответствии с потребностями  Сухопутных войск в машинах дальней авиации, к февралю 1936 г. Главное управление авиации Сухопутных войск разработало и выдало тактико-техническое задание на новый тяжелый бомбардировщик.
Тактико-техническое задание  Сухопутных войск определяло следующие характеристики тяжелого бомбардировщика:
- максимальная скорость 400 км/ч на высоте 3 км
- скороподъёмность 8 минут (с нагрузкой 1 т)
- продолжительность полета 5 часов
- экипаж 4 человека
- возможность эксплуатации в условиях морозов[2].

Эскизные проекты представили КБ авиационных заводов Кавасаки (шифр проекта Ки.22), Накадзима (Ки.19) и Мицубиси (Ки.21). Главное управление авиации Сухопутных войск отклонило проект Ки.22, и разработка была заказана авиаКБ Накадзима и Мицубиси (под шифрами Ки.19 и Ки.21).
Проект Ки. 21 разработан коллективом конструкторов КБ Мицубиси под руководством К. Одзавы. Полет опытной машины состоялся в конце 1936 года, до конца года был изготовлен второй экземпляр. После заводских испытаний самолеты были переданы заказчику для сравнительного тестирования с опытной машиной Накадзима.
За два месяца испытаний обе машины показали очень близкие и достаточно высокие летные характеристики. При доработке опытной машины в ходе испытаний КБ Мицубиси использовало ряд удачных наработок Накадзима, и в конце 1937 г. машина Ки.21 была принята на вооружение авиации Сухопутных войск под строевым шифром ТБ-97.

## Конструкция
Двухмоторный цельнометаллический свободнонесущий моноплан с убирающимся шасси классической схемы. Экипаж четыре человека. Рабочие места командира и штурмана в летной кабине рядом, рабочее место бомбардира в носовой части, стрелок-радист - в хвостовой части кабины.

### Фюзеляж
Фюзеляж типа полумонокок овального сечения с работающей обшивкой. В центральной части под лонжеронами центроплана размещен бомбоотсек, над ним по левому борту два бензобака, по правой стороне - проход в хвостовую часть. Силовой набор - лонжероны, стрингеры и шпангоуты.

### Крыло
Крыло цельнометаллическое свободнонесущее трехлонжеронное.  Крыло треугольное  в плане с закруглением на законцовках, стреловидное по передней и задней кромкам, обшивка работающая. Состоит из центроплана и двух отъёмных консолей. Механизация - элероны и закрылки. Каркас элеронов из дюралюминия, обшивка полотняная. Закрылки цельнометаллические, выпуск от гидросистемы самолета.

### Оперение
Хвостовое оперение классической схемы свободнонесущее. Каркас оперения металлический с полотняной обшивкой.

### Шасси
Шасси убираемое трехопорное с хвостовым колесом. Основные стойки пирамидальные с одним колесом, колеса снабжены тормозами. Хвостовое колесо самоориентирующееся, неубираемое. Основные стойки убираются от гидросистемы самолета, часть колеса выступает из гондолы. Амортизаторы стоек воздушно-масляные.

### Силовая установка
Два поршневых двигателя воздушного охлаждения Накадзима Д-5М (радиальный двухрядный, 14-цил., 1 тыс. л.с.). Вторая модификация получила двигатель Мицубиси-Марс (1,4 тыс. л.с., шифр Сухопутных войск Д-101). Двигатель крепится на мотораме на передней кромке крыла, закрыт капотами. Воздушный винт металлический трёхлопастный изменяемого шага.

### Вооружение
Оборонительное вооружение составляют три турельных пулеметных точки калибра 7,7 мм. Носовая точка - зона обстрела вертикальная плоскость, точка в задней башне - зона обстрела задняя плоскость, третья точка в нижнем люке. Бомбовая нагрузка 750 кг.

## Модификации

#### Первая
- Ранняя - с тремя пулеметными точками и экипажем пять человек. Построено 143 машины.
- Средняя - с бронированием летной кабины, протектированием топливных баков и пулеметными точками (носовая, верхняя, подфюзеляжная, бортовая и хвостовая). Построено 120 машин.
- Поздняя - с дополнительным топливным баком в бомбоотсеке, наружными бомбодержателями, шестью пулеметными точками. До декабря 1940 г. построено 168 машин[2].

Первая модификация ТБ-97-1 строилась с осени 1937 г. до начала 1941 го. 423 машины собраны заводом Мицубиси-Нагоя, 541 машина - заводом Накадзима-Ота.

#### Вторая
Вторая модификация ТБ-97-2 создана с учетом опыта применения бомбардировщика в Китае. Летные испытания начались в марте 1940 года, а в декабре четыре серийные машины прошли войсковые испытания. Максимальная скорость на высоте 4,4 км м достигла 480 км/ч, максимальный потолок достигал 10 км.
- Ранняя - с двигателями Мицубиси-Марс (1,4 тыс. л.с., шифр Сухопутных войск Д-101), бомбовой нагрузкой до 1 т. В 1941-42 гг. построено 590 машин.
- Поздняя - с верхней башенной пулеметной точкой и усиленной бронезащитой летной кабины. До осени 1944 года построено 688 самолетов.

Всего за время производства было выпущено немногим более 2 тыс. ТБ-97 всех модификаций, которые стояли на вооружении до конца войны.

## Боевое применение
Первые серийные ТБ-97 поступили в войска летом 1938 г. В течение зимы 1938-39 гг. они активно участвовали в дальних вылетах на китайские города. В конце мая 1939 г. бомбардировщики были переброшены к монгольской границе. 27 июня две бомбардировочные роты (23 машины) под прикрытием двух истребительных эскадрилий (70 истребителей) совершили налет на аэродром Тамцак-Булак, где базировался советский истребительный авиаполк. Во время налета была сбита бомбардировочная пара, одна машина попала в плен после вынужденной посадки.
К началу Второй Мировой войны на Тихом океане ТБ-97 был основным тяжелым бомбардировщиком авиации Сухопутных войск. Укомплектованные ТБ-97 авиационные бригады Сухопутных войск добились хороших результатов, нанося бомбовые удары по базам Австралии и Великобритании на Филиппинах, в Бирме и Малайе.
Несмотря на популярность ТБ-97 в бомбардировочных частях Сухопутных войск, малобронированная машина была сильно уязвима от огня зенитной артиллерии и истребителей противника. Несмотря на появление у союзников новых совершенных истребителей, Сухопутные войска вынуждены были оставить ТБ-97 в строю за отсутствием достаточного числа новых тяжелых бомбардировщиков.
С момента серийного выпуска в 1938 г. ТБ-97 применялись во всех операциях Сухопутных войск, простояв на вооружении дольше любой другой машины (более семи лет). Вывод ТБ-97 из боевых частей в учебные и транспортные подразделения начался с 1944 г. В последние месяцы войны ТБ-97 частично использовались как самолеты-камикадзе.

## Характеристики
Приведённые ниже характеристики соответствуют второй модификации:

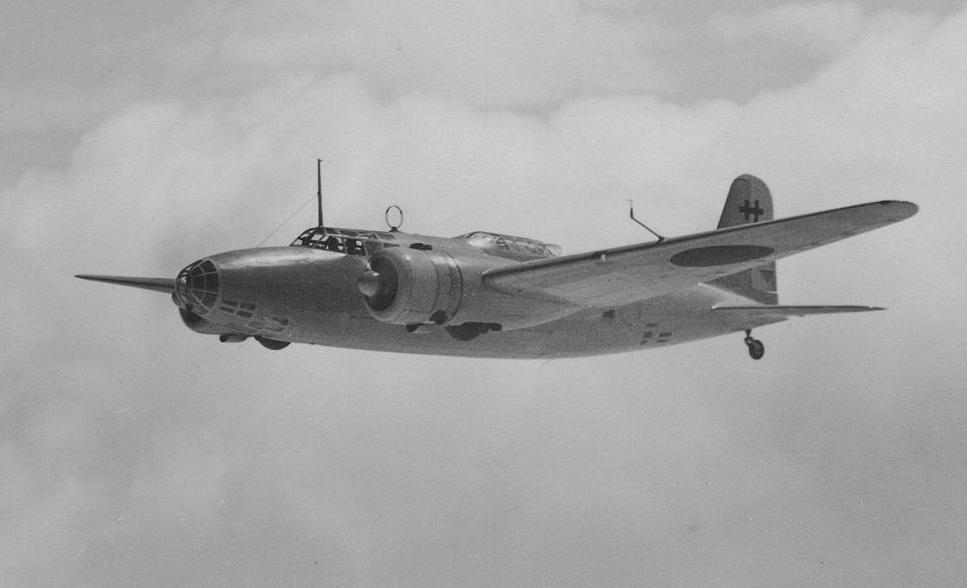
Первая модификация в воздухе
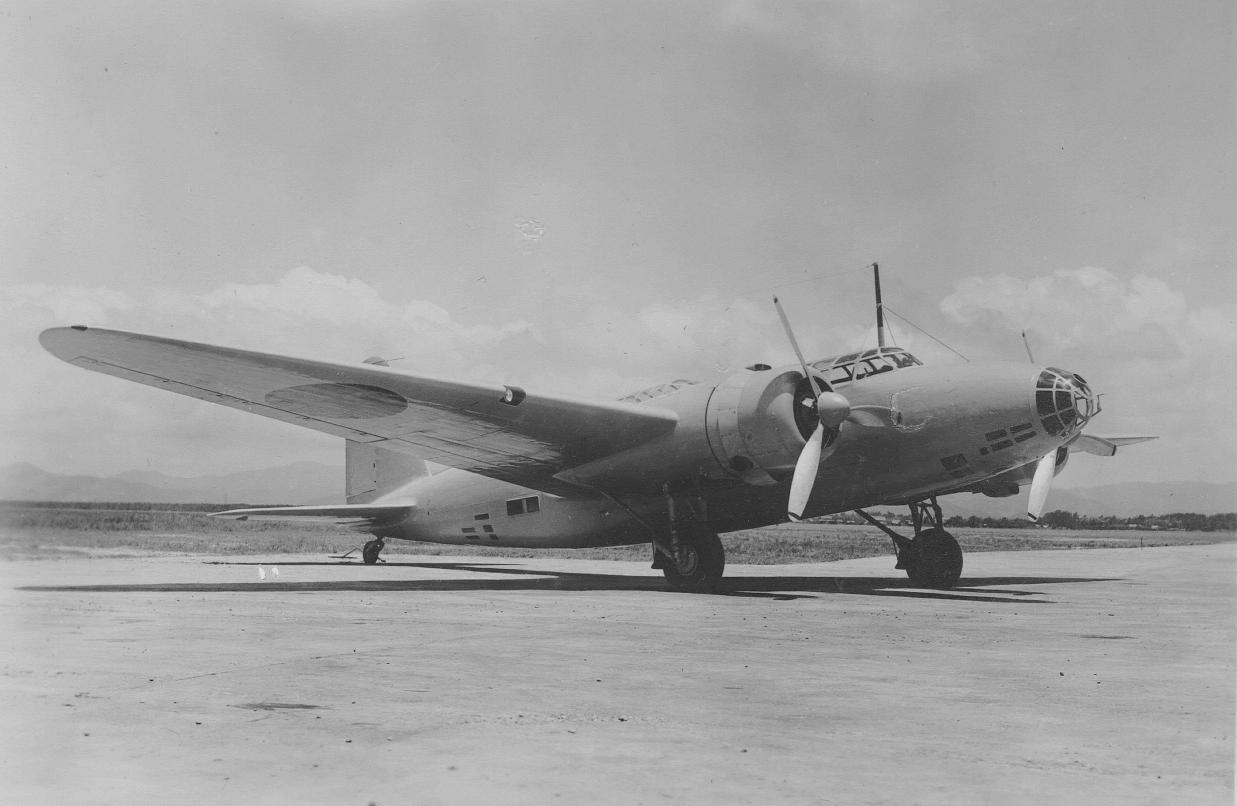
Машина училища Хамамацу
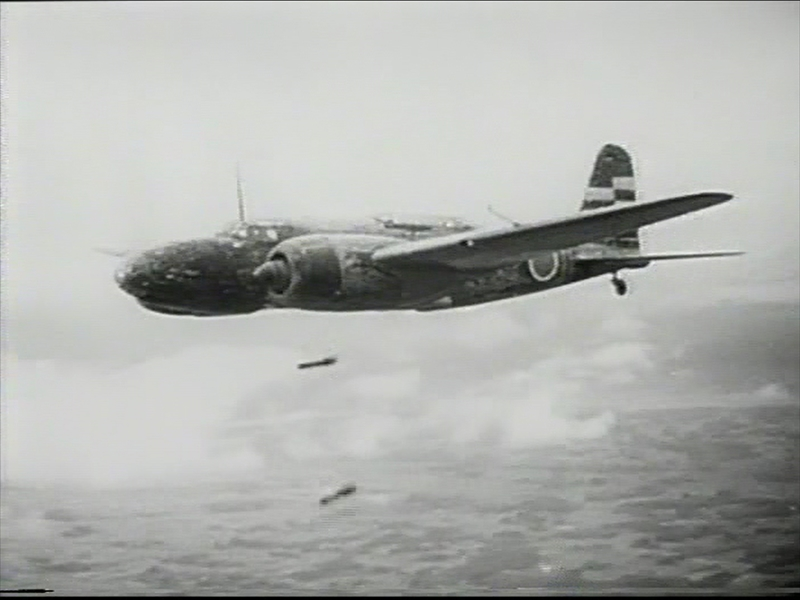
Машина БАЭ №12

| ТБ-97 второй модификации |                                       |       |
| Характеристики           |                                       |       |
| Технические              |                                       |       |
| Экипаж                   | 5 чел.                                |       |
| Длина                    | 16 м                                  |       |
| Размах (площадь) крыла   | 22,5 м (69,6 м².)                     |       |
| Высота                   | 4,9 м                                 |       |
| Взлетная (сухая) масса   | 9,7 т (6,1 т)                         |       |
| Силовая установка        |                                       |       |
| Число                    | 2 ед.                                 |       |
| Двигатель                | Д-101                                 |       |
| Объем                    | 42 л                                  |       |
| Мощность                 | 1,5 тыс. л. с.                        |       |
| Тяговооружённость        | 0,3 л. с./кг                          |       |
| Лётные                   |                                       |       |
| Макс. (крейс.) скорость  | 480 км/ч (380 км/ч)                   |       |
| Скороподъёмность         | 6 м/с                                 |       |
| Нагрузка на крыло        | 140 кг/кв. м.                         |       |
| Дальность                | 2,7 тыс. км                           |       |
| Потолок                  | 10 км                                 | 10 км |
| Вооружение               |                                       |       |
| Стрелковое               | турельное АП-1 блистерное 4 ед. АП-89 |       |
| Подвесное                | авиабомбы (1 т)                       |       |

## Эксплуатанты
Япония
- ВВС Императорской армии Японии
- Imperial Japanese Airways (Dai Nippon Kōkū, "Мицубиси Тип 21")

 Маньчжоу-Го
- Императорские ВВС Маньчжоу-го: 6

 Сиам (ныне Таиланд)
- Королевские ВВС Сиама: 9 Ki-21-I Nagoya

### Послевоенные
Франция
- ВВС Франции минимум 1 Ki-21 использовался в Индокитае как транспортный[3].

 Индонезия
- ВВС Индонезии